# Eric Peterson
Eric Peterson est un guitariste américain né le 14 mai 1964. C'est l'un des fondateurs du groupe de thrash metal américain Testament, qui s'appelait à l'origine Legacy, et dont il est le seul membre étant resté du début jusqu'à maintenant, avec le chanteur, Chuck Billy.

## Biographie
Son attirance pour le metal sombre, en particulier pour le black metal, va être à l'origine de la fondation du groupe de black metal symphonique Dragonlord au cours de l'année 2001.
Ses débuts musicaux dans le mouvement thrash metal vont se ressentir dans les débuts de son autre groupe de musique, Dragonlord, notamment dans leur premier album, Rapture.
Il est le chanteur et l'un des deux guitaristes du groupe de black metal symphonique américain Dragonlord, dont il est le leader et le principal compositeur.
Il a également été guitariste session pour une chanson de l'album Vermin du groupe de black metal Old Man's Child

## Discographie

### Avec Legacy
- Demo 1 (1985)

### AvecTestament
- The Legacy (1987)
- Live At Eindhoven (1987) EP live
- The New Order (1988)
- Practice What You Preach (1989)
- Souls Of Black (1990)
- The Ritual (1992)
- Return To The Apocalyptic City (1993) EP
- Low (1994)
- Live at the Fillmore (1995) live
- Demonic (1997)
- Signs of Chaos (1997) compilation
- The Gathering (1999) (réédité en 2008)
- First Strike Still Deadly (2001) compilation
- Live in London (2005) live et DVD
- The Formation of Damnation (2008)

### AvecDragonlord
- Rapture (2001)
- Black Wings Of Destiny (2005)
- Troisième album studio (titre encore inconnu) (2011)

### AvecOld Man's Child
- Vermin (2005)